# Ostrówek Mały
Ostrówek Mały – część wsi Turbia położona w Polsce,  w województwie podkarpackim, w powiecie stalowowolskim, w gminie Zaleszany.
W latach 1975–1998 Ostrówek Mały należał administracyjnie do województwa tarnobrzeskiego.